# B225-G280
B225-G280, kurz G280 oder B225 (auch Bol 225), ist ein massereicher und relativ metallreicher Kugelsternhaufen in der Andromedagalaxie. Mit einer scheinbaren Helligkeit von etwa 14,2 mag ist er einer der hellsten Kugelsternhaufen der Andromedagalaxie. Sein Winkeldurchmesser beträgt von 2″,7.